# Melvin Levett
Melvin Levett (Cleveland, 25 aprile 1976) è un ex cestista statunitense.

## Carriera
Soprannominato "Helicopter" per la sua abilità nelle schiacciate, venne scelto al secondo giro del Draft NBA 1999 dai Detroit Pistons, e fu poi girato ai Los Angeles Lakers; tuttavia non giocò alcuna partita in NBA. Ha poi giocato tra l'altro in Ungheria nel Szolnoki, nei Cincinnati Stuff in International Basketball League, nei Kentucky ProCats in American Basketball Association.
Nel 2000 ha giocato negli Harlem Globetrotters.

## Palmarès
- IBA Honorable Mention (2001)